# Kothagudem
Kothagudem (Telugu కొత్తగూడెం) ist eine Stadt im indischen Bundesstaat Telangana.
Die Stadt ist Teil des Distrikts Bhadradri Kothagudem. Kothagudem hat den Status einer Municipality. Die Stadt ist in 17 Wards gegliedert. Sie hatte am Stichtag der Volkszählung 2011 79.819 Einwohner, von denen 39.001 Männer und 40.818 Frauen waren. Die Alphabetisierungsrate lag 2011 bei 81,2 % und damit unter dem nationalen Durchschnitt für Städte. Hindus bilden mit einem Anteil von ca. 82 % die Mehrheit der Bevölkerung in der Stadt. Muslime bilden mit einem Anteil von ca. 14 % eine Minderheit.